# ゴラン・ジョロヴィッチ
ゴラン・ジョロヴィッチ（Goran Đorović、1971年11月11日 - ）は、コソボ・プリシュティナ (旧ユーゴスラビア)出身の元サッカー選手、現サッカー指導者。現役時代のポジションはディフェンダー。元ユーゴスラビア連邦共和国代表。

## クラブ経歴
1989年にFCプリシュティナでキャリアをスタートさせ、1993年から3シーズン在籍したレッドスター・ベオグラードでは国際大会であるUEFAカップデビューも経験した。
1997-98シーズン開幕前、ユーゴスラビア代表監督でもあったスロボダン・サントラチュからの助言もあって双子の弟ゾランと共にセルタ・デ・ビーゴに移籍した。加入後すぐにレギュラーに定着すると、1シーズン目はリーグ戦27試合1得点という成績を残し、シーズン終了後の移籍市場ではアーセナルFCからオファーが届いたが、ジョロヴィッチはこれを辞退した。
2000-01シーズン終了後、セルタで出場機会を失っていたため、同じガリシア州に本拠地を置くライバルクラブであるデポルティーボ・ラ・コルーニャに移籍した。2003-04シーズンにはセグンダ・ディビシオンのエルチェCFにもレンタル移籍をしたが、レンタルバック後に現役を引退した。

## 代表経歴
1994年12月23日、ブラジル代表との親善試合でユーゴスラビア連邦共和国代表での初キャップを刻んだ。1998 FIFAワールドカップでは、ユーゴスラビア代表のレギュラーとして大会全4試合に先発フル出場を果たしたが、ベスト16でオランダ代表に2-1で敗れた。自身2度目の大舞台となったUEFA EURO 2000では、所属クラブでのプレータイムの減少が影響して控えに降格し、2002 FIFAワールドカップ・予選を最後に代表から引退した。

## 個人成績
| クラブ                         | シーズン     | リーグ戦       | リーグ戦 | リーグ戦 | 国内カップ | 国内カップ | 国際大会 | 国際大会 | その他 | その他 | 合計 | 合計 |
| クラブ                         | シーズン     | ディヴィジョン | 出場     | 得点     | 出場       | 得点       | 出場     | 得点     | 出場   | 得点   | 出場 | 得点 |
| ------------------------------ | ------------ | -------------- | -------- | -------- | ---------- | ---------- | -------- | -------- | ------ | ------ | ---- | ---- |
| セルタ                         | 1997-98      | プリメーラ     | 27       | 1        | 3          | 0          | -        | -        | -      | -      | 30   | 1    |
| セルタ                         | 1998-99      | プリメーラ     | 31       | 11       | 0          | 7          | 0        | 0        | -      | -      | 39   | 1    |
| セルタ                         | 1999-00      | プリメーラ     | 23       | 1        | 4          | 2          | 5        | 1        | -      | -      | 32   | 4    |
| セルタ                         | 2000-01      | プリメーラ     | 19       | 2        | 1          | 0          | 5        | 1        | -      | -      | 25   | 3    |
| セルタ                         | クラブ通算   | クラブ通算     | 100      | 5        | 9          | 2          | 17       | 2        | 0      | 0      | 126  | 9    |
| デポルティーボ・ラ・コルーニャ | 2001-02      | プリメーラ     | 10       | 0        | 2          | 0          | 0        | 0        | -      | -      | 12   | 1    |
| デポルティーボ・ラ・コルーニャ | 2002-03      | プリメーラ     | 1        | 0        | 1          | 0          | 1        | 0        | -      | -      | 3    | 0    |
| デポルティーボ・ラ・コルーニャ | クラブ通算   | クラブ通算     | 11       | 0        | 3          | 0          | 1        | 0        | 0      | 0      | 15   | 0    |
| エルチェ                       | 2003-04      | セグンダ       | 15       | 0        | 1          | 0          | -        | -        | -      | -      | 16   | 0    |
| スペイン通算                   | スペイン通算 | スペイン通算   | 126      | 5        | 13         | 2          | 18       | 2        | 0      | 0      | 157  | 9    |

## 代表歴

### 出場大会
- ユーゴスラビア代表
  - 1998 FIFAワールドカップ (ベスト16)

### 試合数
- 国際Aマッチ 48試合 0得点（1994年-2001年）[4]

| ユーゴスラビア代表 | 国際Aマッチ | 国際Aマッチ |
| 年                 | 出場        | 得点        |
| ------------------ | ----------- | ----------- |
| 1994               | 2           | 0           |
| 1995               | 5           | 0           |
| 1996               | 9           | 0           |
| 1997               | 7           | 0           |
| 1998               | 10          | 0           |
| 1999               | 4           | 0           |
| 2000               | 6           | 0           |
| 2001               | 5           | 0           |
| 通算               | 48          | 0           |

## タイトル

### クラブ
セルタ・デ・ビーゴ
- UEFAインタートトカップ : 1回 (2000-01)

デポルティーボ・ラ・コルーニャ
- コパ・デル・レイ : 1回 (2001-02)
- スーペルコパ・デ・エスパーニャ : 1回 (2002-03)